# Hrad na Dubovém vrchu
Hrad na Dubovém vrchu je zaniklý hrad ve správním území města Ralsko v okrese Česká Lípa. Nachází se na vrchu Doubek nedaleko zaniklé vsi Svébořice. Hrad, v jehož zástavbě nejspíše převládaly dřevěné konstrukce, byl osídlen v době od druhé poloviny třináctého do čtrnáctého století.

## Historie
O hradu se nedochovaly žádné písemné zprávy. Místo zvané Doubek, Dubový vrch, Eichberg nebo Schanzenberg spojil Josef Vítězslav Šimák s názvem nedaleké vsi Svébořice, přestože žádné prameny panské sídlo u vsi neuvádějí. První archeologický výzkum na hradě provedl roku 1934 Emil Gebauer a další výzkumy proběhly ve druhé polovině dvacátého století. Na základě nalezené keramiky mohl být hrad osídlen od druhé poloviny třináctého do čtrnáctého století. V sedmdesátých letech dvacátého století poškodila prostor hradu sovětská armáda vybudováním zákopů a šachty pro vodojem.

## Stavební podoba
Dvoudílný hrad má oválný půdorys. Plocha opevněná valem a příkopem je rozdělená na menší předhradí na jihu a větší hradní jádro oddělené od předhradí příčným příkopem. Podél východní strany opevnění vede úvozová cesta, která mohla být součástí opevněného prostoru. Podle plánu Emila Gebauera cesta ústila do příčného příkopu. Zástavba hradu zcela zanikla, ale během výzkumu Jiřího Waldhausera byly v jižní části jádra odkryty základy dřevěné stavby.